# Plaza Fabini
Plaza Fabini lub Plaza Ing. Juan P. Fabini, znany także jako Plaza del Entrevero - plac w Montevideo, stolicy Urugwaju. Położony jest w barrio Centro, przy głównej ulicy miasta Avenida 18 de Julio, pomiędzy Plaza Independecia, a Plaza de Cagancha.
Odchodzi z niego w kierunku północno-wschodnim Avenida del Libertador Brigadier General Juan Antonio Lavalleja, prowadząca do Palacio Legislativo. Ponadto przebiegają tędy mniejsze ulice: Rio Negro, Julio Herrera y Orbes oraz Colonia.
Plac nosi nazwisko urugwajskiego inżyniera i polityka Juana Pedro Fabiniego.
Nazwa zwyczajowa placu, Plaza del Entrevero, pochodzi od znajdującego się tu pomnika El Entrevero. Został on wykonany z brązu przez włoskiego rzeźbiarza José Belloniego w 1967 roku.